# Mind of Mine
Mind of Mine (estilizado como MIND OF MINE) é o álbum de estreia do artista musical britânico Zayn. O seu lançamento ocorreu em 25 de março de 2016 através da RCA Records. O primeiro single do álbum, "Pillowtalk" foi lançado em 29 de janeiro de 2016.

## Antecedentes e gravação
Em 29 de julho de 2015, Zayn assinou com a RCA Records. Mais tarde, naquele ano, Malik deu várias entrevistas onde fala sobre seu álbum de estreia solo e revelou algumas faixas que estarão nele: "Befour", "She", “It's You”, “Wrong”, "I Got Mine" e "My Ways". Para a revista The Fader, ele afirmou que "as experiências de vida são grandes influências para este álbum; as coisas pelas quais passei, especialmente nos últimos cinco anos, fazendo parte da banda e tudo mais", também dizendo que a sonoridade do registro musical inclina-se para o R&B contemporâneo e o rock. Em uma conversa para a revista, o principal colaborador de Malik para o álbum, James "Malay" Ho disse que eles têm se esforçado incomuns em busca de inspiração durante as sessões de gravação, para um "fomos acampar por uma semana no Angeles Forest -. configurar um gerador e uma tenda para que pudéssemos acompanhar na floresta" Em sua primeira entrevista frente as câmeras com Zane Lowe do Beats 1, da Apple Music, Malik revelou que o álbum iria se chamar Mind of Mine.

## Singles
O primeiro single do álbum "PILLOWTALK" foi lançado junto com o vídeo musical que acompanha no dia 29 de janeiro de 2016. O segundo single do álbum "Like I Would" foi lançado junto com o vídeo musical que acompanha no dia 09 de Maio 2016 . O terceiro single do álbum "Wrong" com participação da cantora compatriota Kehlani foi lançado em 7 de junho de 2016 como último single do disco.

## Alinhamento de faixas
| Edição padrão  |                                       |                                                                                           |                |         |  |
| N.º            | Título                                | Compositor(es)                                                                            | Produtor(es)   | Duração |  |
| 1.             | "Mind of Mindd" (Intro)               | Zayn Malik · Chase Wells · James Griffin · Kevin Rains · James Emerson · Salvador Waviest | XYZ            | 0:57    |  |
| 2.             | "Pillowtalk"                          | Malik · Anthony Hannides · Michael Hannides · Levi Lennox · Joe Garrett                   | Lennox         | 3:23    |  |
| 3.             | "I'ts You"                            | Malik · James Ho · Harold Lilly                                                           | Malay          | 3:50    |  |
| 4.             | "Befour"                              | Malik · Ho · Lilly · Terrence "Scar" Smith                                                | Malay          | 3:28    |  |
| 5.             | "She"                                 | Malik · Alan Sampson · A. Hannides · M. Hannides                                          | Sampson · MYKL | 3:09    |  |
| 6.             | "Drunk"                               | Malik · Sampson · A. Hannides · M. Hannides                                               | Sampson · MYKL | 3:25    |  |
| 7.             | "Intermission: Flower"                | Malik · Ho                                                                                | Malay          | 1:44    |  |
| 8.             | "Rear View"                           | Malik · Ho · Lilly                                                                        | Malay          | 3:21    |  |
| 9.             | "Wrong" (com participação de Kehlani) | Malik · Wells · Griffin · Rains · Emerson · Waviest · Kehlani Parrish                     | XYZ            | 3:32    |  |
| 10.            | "Fool for You"                        | Malik · Wells · Griffin · Rains · Emerson · Waviest                                       | XYZ            | 3:22    |  |
| 11.            | "Bordersz"                            | Malik · Ho · Lilly · A. Hannides · M. Hannides                                            | Malay          | 3:59    |  |
| 12.            | "Truth"                               | Malik · Ho · Wells · Griffin · Rains · Emerson · Waviest                                  | XYZ · Malay    | 4:05    |  |
| 13.            | "Lucozade"                            | Malik · Wells · Griffin · Rains · Emerson · Waviest                                       | XYZ            | 4:12    |  |
| 14.            | "TIO" (Take It Off)                   | Malik · Herbie Crichlow · A. Hannides · M. Hannides                                       | MYKL           | 2:58    |  |
| Duração total: | Duração total:                        | Duração total:                                                                            | Duração total: | 45:20   |  |

| Faixas bônus da edição deluxe |                     |                                                                                   |                |         |  |
| N.º                           | Título              | Compositor(es)                                                                    | Produtor(es)   | Duração |  |
| 15.                           | "Blue"              | Malik · Ho · Lilly                                                                | Malay          | 3:44    |  |
| 16.                           | "Bright"            | Malik · Ho · Lilly                                                                | Malay          | 2:46    |  |
| 17.                           | "Like I Would"      | Malik · Robin Weisse · C. Wells · J. Griffin · K. Rains · J. Emerson · S. Waviest | XYZ            | 3:12    |  |
| 18.                           | "She Don't Love Me" | Malik · Wells · Griffin · Rains · Emerson · Waviest                               | XYZ            | 4:15    |  |
| Duração total:                | Duração total:      | Duração total:                                                                    | Duração total: | 59:27   |  |

| Faixas bônus da edição das lojas Target |                     |                                                     |                |         |  |
| N.º                                     | Título              | Compositor(es)                                      | Produtor(es)   | Duração |  |
| 19.                                     | "Do Something Good" | Malik · Ho · Lilly                                  | Malay          | 3:51    |  |
| 20.                                     | "Golden"            | Malik · Wells · Griffin · Rains · Emerson · Waviest | XYZ            | 3:14    |  |
| Duração total:                          | Duração total:      | Duração total:                                      | Duração total: | 66:32   |  |

| Faixa bônus da edição japonesa |                                        |                                                                         |                |         |  |
| N.º                            | Título                                 | Compositor(es)                                                          | Produtor(es)   | Duração |  |
| 21.                            | "Pillowtalk (The Living Room Session)" | Malik · Anthony Hannides · Michael Hannides · Levi Lennox · Joe Garrett | Lennox         | 2:25    |  |
| Duração total:                 | Duração total:                         | Duração total:                                                          | Duração total: | 68:57   |  |

## Desempenho nas tabelas musicais
| Tabela musical                                         | Melhor Posição |
| ------------------------------------------------------ | -------------- |
| Alemanha (Media Control Charts)                        | 9              |
| Austrália (ARIA Charts)                                | 1              |
| Áustria (Ö3 Austria Top 40)                            | 2              |
| Bélgica (Ultratop Flandres)                            | 4              |
| Bélgica (Ultratop Valônia)                             | 1              |
| Brasil (ABPD)                                          | 1              |
| Canadá (Canadian Albums Chart)                         | 1              |
| Coreia do Sul (Gaon International Albums Chart)        | 3              |
| Dinamarca (Hitlisten)                                  | 9              |
| Escócia (Scottish Singles and Albums Charts)           | 3              |
| Espanha (Productores de Música de España)              | 2              |
| Estados Unidos (Billboard 200)                         | 1              |
| Finlândia (Suomen virallinen lista)                    | 3              |
| França (Syndicat National de l'Édition Phonographique) | 3              |
| Hungria (Magyar Hanglemezkiadók Szövetsége)            | 14             |
| Irlanda (Irish Albums Chart)                           | 2              |
| Itália (Federazione Industria Musicale Italiana)       | 2              |
| Japão (Oricon Albums Chart)                            | 12             |
| Japão (Oricon World Albums Chart)                      | 3              |
| Noruega (VG-lista)                                     | 1              |
| Nova Zelândia (Official New Zealand Music Chart)       | 1              |
| Países Baixos (Megacharts)                             | 3              |
| Polónia (Związek Producentów Audio Video)              | 2              |
| Portugal (Associação Fonográfica Portuguesa)           | 1              |
| Reino Unido (UK Albums Chart)                          | 1              |
| Reino Unido (UK R&B Albums)                            | 1              |
| Suécia (Sverigetopplistan)                             | 1              |
| Suíça (Schweizer Hitparade)                            | 1              |
| Taiwan (Five Music)                                    | 1              |
| Tchecoslováquia (Czech Albums Chart)                   | 1              |

## Certificações
| País (Empresa)                | Certificação | Vendas    |
| ----------------------------- | ------------ | --------- |
| México (AMPROFON)             | 8× Platina   | 500,000   |
| Estados Unidos (RIAA)         | Platina      | 1,000,000 |
| Reino Unido (UK Albums Chart) | 5× Platina   | 1,800,000 |
| Brasil (ABPD)                 | Ouro         | 72,00     |

## Histórico de lançamento
| Região         | Data                | Versão        | Formato             | Gravadora | Ref.         |
| -------------- | ------------------- | ------------- | ------------------- | --------- | ------------ |
| Estados Unidos | 25 de março de 2016 | Padrão deluxe | CD Download digital | RCA       | [ 9 ] [ 10 ] |
| Estados Unidos | 30 de Junho de 2016 | Padrão        | Vinil               | RCA       | [ 46 ]       |